# Domno di Montalcino
Domno, attestato anche come Donulo o Domulo e venerato come san Donnolo, (Montalcino, ... – Ceuta, 10 ottobre 1227) è stato un frate francescano italiano, venerato come santo e martire dalla Chiesa cattolica.

## Biografia
Domno nacque a Montalcino, in Toscana, e divenne frate dell'Ordine dei frati minori. Nel 1227 fu scelto come uno dei sette frati inviati da frate Elia, vicario generale dell'Ordine, a predicare nei territori musulmani del Marocco. La spedizione, guidata da Daniele Fasanella, comprendeva anche Agnello, Samuele, Leone, Niccolò e Ugolino.
Il gruppo raggiunse Ceuta, dove cominciò a predicare pubblicamente il Vangelo. Le autorità locali, irritate dall'annuncio cristiano, li fecero arrestare e sottoporre a interrogatori e torture. Dopo aver rifiutato di abiurare la propria fede, i sette frati furono condannati a morte e decapitati il 10 ottobre 1227.

## Culto
Il culto dei martiri di Ceuta si diffuse presto in ambito francescano e in varie comunità italiane. I loro nomi furono trasmessi dalle fonti agiografiche e celebrati localmente già nel XIII secolo. Il 22 gennaio 1516, papa Leone X ne autorizzò la canonizzazione con un decreto emesso a Firenze, riconoscendo ufficialmente il loro martirio in odium fidei.
Il Martirologio Romano li commemora il 10 ottobre, giorno della loro esecuzione.
A Montalcino, Domno è noto come san Donnolo ed è venerato come patrono del quartiere Travaglio, che ogni anno gli dedica solenni celebrazioni nel secondo fine settimana di giugno.